# Список альбомов № 1 в США в 2006 году (Billboard)

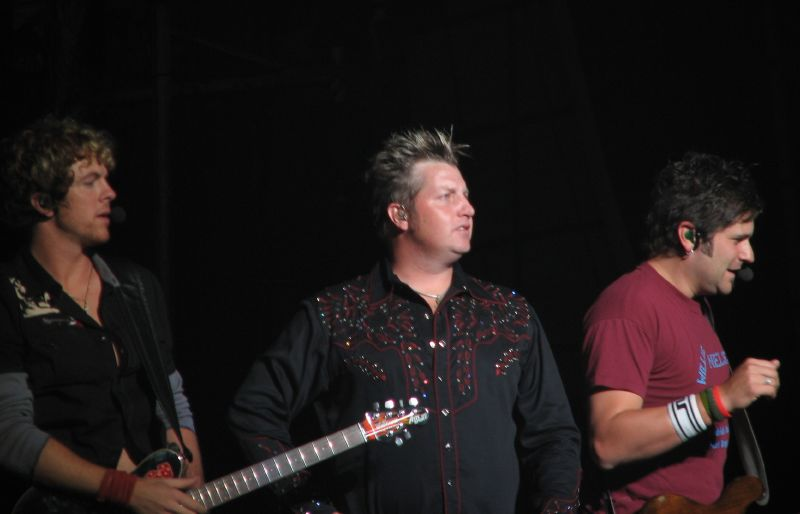
Альбом «Me and My Gang» кантри-группы Rascal Flatts получил статус 5-кр. платинового в США.

Список альбомов №1 в США в 2006 году — включает альбомы, возглавлявшие главный хит-парад Северной Америки в 2006 году, в котором учитываются наиболее продаваемые альбомы исполнителей США, как на физических носителях (лазерные диски, грампластинки, кассеты), так и в цифровом формате (mp3 и другие). Составляется редакцией старейшего музыкального журнала США Billboard и поэтому называется Billboard 200 (Топ 200 журнала Billboard).

## История
Всего 40 альбомов возглавляли хит-парад в 2006 году, что отражено в 52 выпусках журнала за год.
- Саундтрек телесериала «Классный мюзикл» (Disney Channel Original Movie) стал бестселлером 2006 года, собрав тираж в 3,7 млн копий и продержавшись 2 недели на № 1 в Billboard 200. То есть, он стал первым телевизионным саундтреком на вершине этого чарта после такого же достижения «Полиция Майами» в 1980-х годах[6].

- Альбом Me and My Gang кантри-группы Rascal Flatts стал вторым альбомом года с тиражом в 3,5 млн экз. за год[6]. Он дебютировал с тиражом в 722 000 копий в первую неделю продаж, что стало рекордом для этой группы[7]. Me and My Gang пробыл на первом месте 3 недели. Также по 3 недели во главе списка были альбомы Unpredictable R&B-певца Джейми Фокса и сборник хитов Now 22.

- Певец Барри Манилоу с альбомом The Greatest Songs of the Fifties возглавил чарт (с тиражом в 156,000 копий) впервые в своей 29-летней карьере[8]. Группа Red Hot Chili Peppers также впервые за 22 года карьеры выпустила альбом № 1 (Stadium Arcadium дебютировал с тиражом в 442 000 копий и это также рекорд этой группы)[9]. Певец Prince не в первый раз на вершине, но впервые сразу дебютировал именно на № 1 (3121)[10].
- Певец Johnny Cash впервые на № 1 с 1969 года (At San Quentin) с посмертным диском American V: A Hundred Highways[11]. Группа Evanescence с альбомом The Open Door также впервые на № 1, что стало 700-м диском на вершине чарта за всю историю журнала Billboard[12]. Певец Diddy с диском Press Play во второй раз за 9 лет возглавил чарт в ноябре 2008 года (170 000)[13].

- Рэпер Jay-Z в 9-й раз возглавил чарт с диском Kingdom Come (680 000), тем самым догнал группу Rolling Stone по этому показателю[14]. Певец Justin Timberlake с диском FutureSex/LoveSounds дебютировал с рекордным в году тиражом 684 000 копий[15].
- Компиляционная серия Now That's What I Call Music! разродилась двумя дисками за год: 22 и 23. Причём второй из них (23) стал 10-м из этой серии на № 1 в чарте[16].

## Список альбомов №1
| Дата        | Альбом                                                 | Исполнитель            | Ссылки |
| ----------- | ------------------------------------------------------ | ---------------------- | ------ |
| 7 января    | The Breakthrough                                       | Мэри Джей Блайдж       | [ 17 ] |
| 14 января   | Unpredictable                                          | Джейми Фокс            | [ 18 ] |
| 21 января   | Unpredictable                                          | Джейми Фокс            | [ 19 ] |
| 28 января   | The Breakthrough                                       | Мэри Джей Блайдж       | [ 20 ] |
| 4 февраля   | Unpredictable                                          | Джейми Фокс            | [ 21 ] |
| 11 февраля  | Ancora                                                 | Il Divo                | [ 22 ] |
| 18 февраля  | The Greatest Songs of the Fifties                      | Барри Манилоу          | [ 8 ]  |
| 25 февраля  | Sing-A-Longs and Lullabies for the Film Curious George | Jack Johnson & Friends | [ 23 ] |
| 4 марта     | Ghetto Classics                                        | Jaheim                 | [ 24 ] |
| 11 марта    | High School Musical                                    | Саундтрек              | [ 25 ] |
| 18 марта    | In My Own Words                                        | Ни-Йо                  | [ 26 ] |
| 25 марта    | Reality Check                                          | Juvenile               | [ 27 ] |
| 1 апреля    | High School Musical                                    | Soundtrack             | [ 28 ] |
| 8 апреля    | 3121                                                   | Принс                  | [ 10 ] |
| 15 апреля   | King                                                   | T.I.                   | [ 29 ] |
| 22 апреля   | Me and My Gang                                         | Rascal Flatts          | [ 7 ]  |
| 29 апреля   | Me and My Gang                                         | Rascal Flatts          | [ 30 ] |
| 6 мая       | Me and My Gang                                         | Rascal Flatts          | [ 31 ] |
| 13 мая      | IV                                                     | Godsmack               | [ 32 ] |
| 20 мая      | 10,000 Days                                            | Tool                   | [ 33 ] |
| 27 мая      | Stadium Arcadium                                       | Red Hot Chili Peppers  | [ 9 ]  |
| 3 июня      | Stadium Arcadium                                       | Red Hot Chili Peppers  | [ 34 ] |
| 10 июня     | Taking the Long Way                                    | Dixie Chicks           | [ 35 ] |
| 17 июня     | Taking the Long Way                                    | Dixie Chicks           | [ 36 ] |
| 24 июня     | Decemberunderground                                    | AFI                    | [ 37 ] |
| 1 июля      | The Big Bang                                           | Busta Rhymes           | [ 38 ] |
| 8 июля      | Loose                                                  | Нелли Фуртадо          | [ 39 ] |
| 15 июля     | Testimony: Vol. 1, Life & Relationship                 | Индиа Ари              | [ 40 ] |
| 22 июля     | American V: A Hundred Highways                         | Джонни Кэш             | [ 11 ] |
| 29 июля     | Now 22                                                 | Различные исполнители  | [ 41 ] |
| 5 августа   | Now 22                                                 | Различные исполнители  | [ 42 ] |
| 12 августа  | LeToya                                                 | Летоя                  | [ 43 ] |
| 19 августа  | Now 22                                                 | Различные исполнители  | [ 44 ] |
| 26 августа  | Port of Miami                                          | Рик Росс               | [ 45 ] |
| 2 сентября  | Back to Basics                                         | Кристина Агилера       | [ 46 ] |
| 9 сентября  | Danity Kane                                            | Danity Kane            | [ 47 ] |
| 16 сентября | Modern Times                                           | Боб Дилан              | [ 48 ] |
| 23 сентября | B'Day                                                  | Бейонсе                | [ 49 ] |
| 30 сентября | FutureSex/LoveSounds                                   | Джастин Тимберлейк     | [ 15 ] |
| 7 октября   | FutureSex/LoveSounds                                   | Джастин Тимберлейк     | [ 50 ] |
| 14 октября  | Release Therapy                                        | Ludacris               | [ 51 ] |
| 21 октября  | The Open Door                                          | Evanescence            | [ 12 ] |
| 28 октября  | Still the Same… Great Rock Classics of Our Time        | Род Стюарт             | [ 52 ] |
| 4 ноября    | Press Play                                             | Diddy                  | [ 13 ] |
| 11 ноября   | Hannah Montana Soundtrack                              | Саундтрек              | [ 53 ] |
| 18 ноября   | Hannah Montana Soundtrack                              | Саундтрек              | [ 54 ] |
| 25 ноября   | Now 23                                                 | Различные исполнители  | [ 16 ] |
| 2 декабря   | Doctor's Advocate                                      | The Game               | [ 55 ] |
| 9 декабря   | Kingdom Come                                           | Jay-Z                  | [ 14 ] |
| 16 декабря  | Light Grenades                                         | Incubus                | [ 56 ] |
| 23 декабря  | Ciara: The Evolution                                   | Сиара                  | [ 57 ] |
| 30 декабря  | The Inspiration                                        | Young Jeezy            | [ 58 ] |